# Wereldkampioenschap voetbal onder 20 - 1979
Het tweede wereldkampioenschap voetbal onder 20 werd gehouden in Japan van 26 augustus tot en met 7 september 1979. In totaal werden er 32 wedstrijden gespeeld, dit waren dat er vier meer dan bij de vorige editie, omdat er vanaf nu kwartfinales gespeeld werden. Het toernooi werd voor de eerste keer gewonnen door Argentinië. In de finale werd met 3–1 gewonnen van de Sovjet-Unie. Uruguay werd derde.

## Deelnemers
Er deden zestien teams uit vijf confederaties mee. Teams konden zich kwalificeren via een jeugdtoernooi dat binnen elke confederatie georganiseerd werd.
| Confederatie                                   | Kwalificatietoernooi                                                                    | Gekwalificeerde landen                                  |
| ---------------------------------------------- | --------------------------------------------------------------------------------------- | ------------------------------------------------------- |
| AFC (Azië)                                     | Aziatisch kampioenschap voetbal onder 19 - 1978 Bangladesh, 5–28 oktober 1978           | Indonesië Zuid-Korea                                    |
| CAF (Afrika)                                   | Afrikaans kampioenschap voetbal onder 21 - 1979 6 augustus 1978 – 25 februari 1979      | Algerije Guinee                                         |
| CONCACAF (Noord, Centraal-Amerika & Caribbean) | CONCACAF-kampioenschap voetbal onder 20 - 1978 Honduras, 26 november – 17 december 1978 | Canada Mexico                                           |
| CONMEBOL (Zuid-Amerika)                        | Zuid-Amerikaans kampioenschap voetbal onder 20 - 1979 Uruguay, 12–31 januari 1979       | Argentinië Paraguay Uruguay                             |
| UEFA (Europa)                                  | Europees kampioenschap voetbal onder 18 - 1978 Polen, 5–14 mei 1978                     | Hongarije Polen Portugal Sovjet-Unie Spanje Joegoslavië |
| Gastland                                       | Gastland                                                                                | Japan                                                   |

## Stadions
De wedstrijden werden gespeeld in vier stadions in vier steden.
| Tokio                                | · Tokio Omiya Kobe Yokohama | Omiya                                        |
| ------------------------------------ | --------------------------- | -------------------------------------------- |
| Nationaal Stadion Capaciteit: 48.000 | · Tokio Omiya Kobe Yokohama | Omiyastadion Capaciteit: 15.500              |
|                                      | · Tokio Omiya Kobe Yokohama |                                              |
| Kobe                                 | · Tokio Omiya Kobe Yokohama | Yokohama                                     |
| Kobestadion Capaciteit: 13.000       | · Tokio Omiya Kobe Yokohama | Yokohama Mitsuzawastadion Capaciteit: 15.000 |
|                                      | · Tokio Omiya Kobe Yokohama |                                              |

## Groepsfase

### Groep A
| Team     | Ptn | Wed | W | G | V | DV | DT | DS | Resultaat           |
| -------- | --- | --- | - | - | - | -- | -- | -- | ------------------- |
| Spanje   | 4   | 3   | 2 | 0 | 1 | 3  | 2  | +1 | Naar de kwartfinale |
| Algerije | 4   | 3   | 1 | 2 | 0 | 2  | 1  | +1 | Naar de kwartfinale |
| Mexico   | 2   | 3   | 0 | 2 | 1 | 3  | 4  | −1 |                     |
| Japan    | 2   | 3   | 0 | 2 | 1 | 1  | 2  | −1 |                     |

|                                    |               |     |          |                                                                                       |
| 25 augustus 1979 16:20 JST (UTC+9) | Mexico        | 1–1 | Algerije | Nationaal Stadion, Tokio Toeschouwers: 30.000 Scheidsrechter: Anatoly Milchenko (URS) |
| 25 augustus 1979 16:20 JST (UTC+9) | Hernández 24' |     | Yahi 67' | Nationaal Stadion, Tokio Toeschouwers: 30.000 Scheidsrechter: Anatoly Milchenko (URS) |

|                                    |       |            |        |                                                                                 |
| 25 augustus 1979 19:00 JST (UTC+9) | Japan | 0–1        | Spanje | Nationaal Stadion, Tokio Toeschouwers: 30.000 Scheidsrechter: Marjan Raus (YUG) |
| 25 augustus 1979 19:00 JST (UTC+9) |       | Zúñiga 51' |        | Nationaal Stadion, Tokio Toeschouwers: 30.000 Scheidsrechter: Marjan Raus (YUG) |

|                                    |                     |     |          |                                                                                         |
| 27 augustus 1979 16:20 JST (UTC+9) | Spanje              | 2–1 | Mexico   | Nationaal Stadion, Tokio Toeschouwers: 28.000 Scheidsrechter: José Roberto Wright (BRA) |
| 27 augustus 1979 16:20 JST (UTC+9) | Joaquín 8' Gail 74' |     | Díaz 56' | Nationaal Stadion, Tokio Toeschouwers: 28.000 Scheidsrechter: José Roberto Wright (BRA) |

|                                    |          |     |       |                                                                                          |
| 27 augustus 1979 19:05 JST (UTC+9) | Algerije | 0–0 | Japan | Nationaal Stadion, Tokio Toeschouwers: 32.000 Scheidsrechter: Héctor Ortíz Ramírez (PAR) |
| 27 augustus 1979 19:05 JST (UTC+9) |          |     |       | Nationaal Stadion, Tokio Toeschouwers: 32.000 Scheidsrechter: Héctor Ortíz Ramírez (PAR) |

|                                    |        |                  |          |                                                                                          |
| 29 augustus 1979 16:20 JST (UTC+9) | Spanje | 0–1              | Algerije | Nationaal Stadion, Tokio Toeschouwers: 20.000 Scheidsrechter: Kosasih Kartadiredja (IDN) |
| 29 augustus 1979 16:20 JST (UTC+9) |        | Bendjaballah 15' |          | Nationaal Stadion, Tokio Toeschouwers: 20.000 Scheidsrechter: Kosasih Kartadiredja (IDN) |

|                                    |              |     |            |                                                                                  |
| 29 augustus 1979 19:00 JST (UTC+9) | Japan        | 1–1 | Mexico     | Nationaal Stadion, Tokio Toeschouwers: 38.000 Scheidsrechter: Laszlo Padar (HUN) |
| 29 augustus 1979 19:00 JST (UTC+9) | Mizunuma 58' |     | Romero 69' | Nationaal Stadion, Tokio Toeschouwers: 38.000 Scheidsrechter: Laszlo Padar (HUN) |

### Groep B
| Team        | Ptn | Wed | W | G | V | DV | DT | DS  | Resultaat           |
| ----------- | --- | --- | - | - | - | -- | -- | --- | ------------------- |
| Argentinië  | 6   | 3   | 3 | 0 | 0 | 10 | 1  | +9  | Naar de kwartfinale |
| Polen       | 4   | 3   | 2 | 0 | 1 | 9  | 4  | +5  | Naar de kwartfinale |
| Joegoslavië | 2   | 3   | 1 | 0 | 2 | 5  | 3  | +2  |                     |
| Indonesië   | 0   | 3   | 0 | 0 | 3 | 0  | 16 | −16 |                     |

|                                    |                           |     |             |                                                                                            |
| 26 augustus 1979 16:20 JST (UTC+9) | Polen                     | 2–0 | Joegoslavië | NACK5 Omiyastadion, Omiya Toeschouwers: 14.000 Scheidsrechter: Augusto Lamo Castillo (ESP) |
| 26 augustus 1979 16:20 JST (UTC+9) | Pałasz 49' Frankowski 76' |     |             | NACK5 Omiyastadion, Omiya Toeschouwers: 14.000 Scheidsrechter: Augusto Lamo Castillo (ESP) |

|                                    |                                      |     |           |                                                                                    |
| 26 augustus 1979 19:00 JST (UTC+9) | Argentinië                           | 5–0 | Indonesië | NACK5 Omiyastadion, Omiya Toeschouwers: 15.500 Scheidsrechter: Rolando Fusco (CAN) |
| 26 augustus 1979 19:00 JST (UTC+9) | Díaz 10', 23', 25' Maradona 19', 39' |     |           | NACK5 Omiyastadion, Omiya Toeschouwers: 15.500 Scheidsrechter: Rolando Fusco (CAN) |

|                                    |             |              |            |                                                                                 |
| 28 augustus 1979 16:20 JST (UTC+9) | Joegoslavië | 0–1          | Argentinië | NACK5 Omiyastadion, Omiya Toeschouwers: 9.500 Scheidsrechter: Andre Daina (SUI) |
| 28 augustus 1979 16:20 JST (UTC+9) |             | Escudero 55' |            | NACK5 Omiyastadion, Omiya Toeschouwers: 9.500 Scheidsrechter: Andre Daina (SUI) |

|                                    |           |                                                    |       |                                                                                  |
| 28 augustus 1979 19:00 JST (UTC+9) | Indonesië | 0–6                                                | Polen | NACK5 Omiyastadion, Omiya Toeschouwers: 9.000 Scheidsrechter: Kazuo Yasudo (JPN) |
| 28 augustus 1979 19:00 JST (UTC+9) |           | Pałasz 11', 37' Janiec 12' Baran 22', 31' Buda 73' |       | NACK5 Omiyastadion, Omiya Toeschouwers: 9.000 Scheidsrechter: Kazuo Yasudo (JPN) |

|                                    |            |     |                                         |                                                                                            |
| 30 augustus 1979 16:20 JST (UTC+9) | Polen      | 1–4 | Argentinië                              | NACK5 Omiyastadion, Omiya Toeschouwers: 12.500 Scheidsrechter: Marcel van Langenhove (BEL) |
| 30 augustus 1979 16:20 JST (UTC+9) | Pałasz 27' |     | Maradona 7' Calderón 23', 70' Simón 35' | NACK5 Omiyastadion, Omiya Toeschouwers: 12.500 Scheidsrechter: Marcel van Langenhove (BEL) |

|                                    |                                                    |     |           |                                                                                  |
| 30 augustus 1979 19:00 JST (UTC+9) | Joegoslavië                                        | 5–0 | Indonesië | NACK5 Omiyastadion, Omiya Toeschouwers: 7.500 Scheidsrechter: Toshio Asami (JPN) |
| 30 augustus 1979 19:00 JST (UTC+9) | Smajić 5', 77' Milosavljević 19', 63' Mlinarić 73' |     |           | NACK5 Omiyastadion, Omiya Toeschouwers: 7.500 Scheidsrechter: Toshio Asami (JPN) |

### Groep C
| Team       | Ptn | Wed | W | G | V | DV | DT | DS | Resultaat           |
| ---------- | --- | --- | - | - | - | -- | -- | -- | ------------------- |
| Paraguay   | 4   | 3   | 2 | 0 | 1 | 6  | 1  | +5 | Naar de kwartfinale |
| Portugal   | 3   | 3   | 1 | 1 | 1 | 2  | 3  | −1 | Naar de kwartfinale |
| Zuid-Korea | 3   | 3   | 1 | 1 | 1 | 1  | 3  | −2 |                     |
| Canada     | 2   | 3   | 1 | 0 | 2 | 3  | 5  | −2 |                     |

|                                    |                         |     |           |                                                                                     |
| 25 augustus 1979 16:20 JST (UTC+9) | Canada                  | 3–1 | Portugal  | Kobestadion, Kobe Toeschouwers: 10.000 Scheidsrechter: Juan Daniel Cardellino (URU) |
| 25 augustus 1979 16:20 JST (UTC+9) | Segota 7', 66' Nagy 79' |     | Grilo 46' | Kobestadion, Kobe Toeschouwers: 10.000 Scheidsrechter: Juan Daniel Cardellino (URU) |

|                                    |                            |     |            |                                                                                 |
| 25 augustus 1979 19:00 JST (UTC+9) | Paraguay                   | 3–0 | Zuid-Korea | Kobestadion, Kobe Toeschouwers: 13.000 Scheidsrechter: Mohamed Hansal (Algeria) |
| 25 augustus 1979 19:00 JST (UTC+9) | Romero 5' Cabañas 70', 74' |     |            | Kobestadion, Kobe Toeschouwers: 13.000 Scheidsrechter: Mohamed Hansal (Algeria) |

|                                    |              |     |          |                                                                           |
| 27 augustus 1979 16:20 JST (UTC+9) | Portugal     | 1–0 | Paraguay | Kobestadion, Kobe Toeschouwers: 5.000 Scheidsrechter: Alojzy Jarguz (POL) |
| 27 augustus 1979 16:20 JST (UTC+9) | Ferreira 23' |     |          | Kobestadion, Kobe Toeschouwers: 5.000 Scheidsrechter: Alojzy Jarguz (POL) |

|                                    |                |     |        |                                                                           |
| 27 augustus 1979 19:00 JST (UTC+9) | Zuid-Korea     | 1–0 | Canada | Kobestadion, Kobe Toeschouwers: 5.000 Scheidsrechter: George Joseph (MAS) |
| 27 augustus 1979 19:00 JST (UTC+9) | Lee Tae-Ho 63' |     |        | Kobestadion, Kobe Toeschouwers: 5.000 Scheidsrechter: George Joseph (MAS) |

|                                    |        |                           |          |                                                                                  |
| 29 augustus 1979 16:20 JST (UTC+9) | Canada | 0–3                       | Paraguay | Kobestadion, Kobe Toeschouwers: 7.500 Scheidsrechter: Morisaburo Kuramochi (JPN) |
| 29 augustus 1979 16:20 JST (UTC+9) |        | Romero 37', 58' Isasi 40' |          | Kobestadion, Kobe Toeschouwers: 7.500 Scheidsrechter: Morisaburo Kuramochi (JPN) |

|                                    |          |     |            |                                                                                 |
| 29 augustus 1979 19:00 JST (UTC+9) | Portugal | 0–0 | Zuid-Korea | Kobestadion, Kobe Toeschouwers: 7.500 Scheidsrechter: Mario Rubio Vázquez (MEX) |
| 29 augustus 1979 19:00 JST (UTC+9) |          |     |            | Kobestadion, Kobe Toeschouwers: 7.500 Scheidsrechter: Mario Rubio Vázquez (MEX) |

### Groep D
| Team        | Ptn | Wed | W | G | V | DV | DT | DS  | Resultaat           |
| ----------- | --- | --- | - | - | - | -- | -- | --- | ------------------- |
| Uruguay     | 6   | 3   | 3 | 0 | 0 | 8  | 0  | +8  | Naar de kwartfinale |
| Sovjet-Unie | 4   | 3   | 2 | 0 | 1 | 8  | 2  | +6  | Naar de kwartfinale |
| Hongarije   | 2   | 3   | 1 | 0 | 2 | 3  | 7  | −4  |                     |
| Guinee      | 0   | 3   | 0 | 0 | 3 | 0  | 10 | −10 |                     |

|                                    |                                                         |     |           | |
| 26 augustus 1979 16:20 JST (UTC+9) | Sovjet-Unie                                             | 5–1 | Hongarije | Yokohama Mitsuzawa Voetbalstadion, Yokohama Toeschouwers: 7.000 Scheidsrechter: Arturo Andrés Ithurralde (ARG) |
| 26 augustus 1979 16:20 JST (UTC+9) | Ponomaryov 24' Stukashov 41' Zavarov 57' Taran 71', 78' |     | Kardos 9' | Yokohama Mitsuzawa Voetbalstadion, Yokohama Toeschouwers: 7.000 Scheidsrechter: Arturo Andrés Ithurralde (ARG) |

|                                    |                                               |     |        | |
| 26 augustus 1979 19:00 JST (UTC+9) | Uruguay                                       | 5–0 | Guinee | Yokohama Mitsuzawa Voetbalstadion, Yokohama Toeschouwers: 8.000 Scheidsrechter: Melvyn D'Souza (IND) |
| 26 augustus 1979 19:00 JST (UTC+9) | Molina 7' Revelez 22', 74' Paz 53' Vargas 76' |     |        | Yokohama Mitsuzawa Voetbalstadion, Yokohama Toeschouwers: 8.000 Scheidsrechter: Melvyn D'Souza (IND) |

|                                    |           |                    |         | |
| 28 augustus 1979 16:20 JST (UTC+9) | Hongarije | 0–2                | Uruguay | Yokohama Mitsuzawa Voetbalstadion, Yokohama Toeschouwers: 4.000 Scheidsrechter: Marcel van Langenhove (BEL) |
| 28 augustus 1979 16:20 JST (UTC+9) |           | Vargas 23' Paz 35' |         | Yokohama Mitsuzawa Voetbalstadion, Yokohama Toeschouwers: 4.000 Scheidsrechter: Marcel van Langenhove (BEL) |

|                                    |        |                                           |             |                                                                                                   |
| 28 augustus 1979 19:00 JST (UTC+9) | Guinee | 0–3                                       | Sovjet-Unie | Yokohama Mitsuzawa Voetbalstadion, Yokohama Toeschouwers: 4.000 Scheidsrechter: Suk Han-Kyu (KOR) |
| 28 augustus 1979 19:00 JST (UTC+9) |        | Olefirenko 6' Mikhalevsky 59' Radenko 80' |             | Yokohama Mitsuzawa Voetbalstadion, Yokohama Toeschouwers: 4.000 Scheidsrechter: Suk Han-Kyu (KOR) |

|                                    |             |              |         | |
| 30 augustus 1979 16:20 JST (UTC+9) | Sovjet-Unie | 0–1          | Uruguay | Yokohama Mitsuzawa Voetbalstadion, Yokohama Toeschouwers: 5.000 Scheidsrechter: César Correia Diaz da Luz (POR) |
| 30 augustus 1979 16:20 JST (UTC+9) |             | Martínez 66' |         | Yokohama Mitsuzawa Voetbalstadion, Yokohama Toeschouwers: 5.000 Scheidsrechter: César Correia Diaz da Luz (POR) |

|                                    |                              |     |        | |
| 30 augustus 1979 19:00 JST (UTC+9) | Hongarije                    | 2–0 | Guinee | Yokohama Mitsuzawa Voetbalstadion, Yokohama Toeschouwers: 5.000 Scheidsrechter: Thomson Chan Tam Sun (HKG) |
| 30 augustus 1979 19:00 JST (UTC+9) | Segesvári 17' Kerepeczky 80' |     |        | Yokohama Mitsuzawa Voetbalstadion, Yokohama Toeschouwers: 5.000 Scheidsrechter: Thomson Chan Tam Sun (HKG) |

## Knock-outfase
|  | kwartfinale            | kwartfinale        |                     |       | halve finale        | halve finale        |       |  | finale | finale |
|  |                        |                    |                     |       |                     |                     |       |  |        |        |
|  | 2 september – Tokio    |                    |                     |       |                     |                     |       |  |        |        |
|  |                        |                    |                     |       |                     |                     |       |  |        |        |
|  | Argentinië             | 5                  |                     |       |                     |                     |       |  |        |        |
|  | Argentinië             | 5                  | 4 september – Tokio |       |                     |                     |       |  |        |        |
|  | Algerije               | 0                  |                     |       |                     |                     |       |  |        |        |
|  | Algerije               | 0                  | Argentinië          | 2     |                     |                     |       |  |        |        |
|  | 2 september – Yokahama |                    | Argentinië          | 2     |                     |                     |       |  |        |        |
|  |                        | Uruguay            | 0                   |       |                     |                     |       |  |        |        |
|  | Uruguay                | Uruguay            | 0                   | 1     |                     |                     |       |  |        |        |
|  | Uruguay                |                    | 7 september – Tokio | 1     |                     |                     |       |  |        |        |
|  | Portugal               | 0                  |                     |       |                     |                     |       |  |        |        |
|  | Portugal               | 0                  | Argentinië          | 3     |                     |                     |       |  |        |        |
|  | 2 september – Omiya    |                    | Argentinië          | 3     |                     |                     |       |  |        |        |
|  |                        | Sovjet-Unie        | 1                   |       |                     |                     |       |  |        |        |
|  | Spanje                 | Sovjet-Unie        | 1                   | 0 (3) |                     |                     |       |  |        |        |
|  | Spanje                 | 4 september – Kobe |                     | 0 (3) |                     |                     |       |  |        |        |
|  | Polen                  | 0 (4)              |                     |       |                     |                     |       |  |        |        |
|  | Polen                  | 0 (4)              | Polen               | 0     | derde plaats        | derde plaats        |       |  |        |        |
|  | 2 september – Kobe     |                    | Polen               | 0     | derde plaats        | derde plaats        |       |  |        |        |
|  |                        | Sovjet-Unie        | 1                   |       | 6 september – Tokio | 6 september – Tokio |       |  |        |        |
|  | Paraguay               | Sovjet-Unie        | 1                   | 2 (5) | 6 september – Tokio | 6 september – Tokio |       |  |        |        |
|  | Paraguay               |                    |                     |       |                     | Uruguay             | 1 (5) |  |        |        |
|  | Sovjet-Unie            | 2 (6)              |                     |       |                     | Uruguay             | 1 (5) |  |        |        |
|  | Sovjet-Unie            | 2 (6)              | Polen               | 1 (3) |                     |                     |       |  |        |        |
|  |                        |                    | Polen               | 1 (3) |                     |                     |       |  |        |        |

### Kwartfinale
|                                    |                                      |            |                                           |                                                                                          |
| 2 september 1979 19:00 JST (UTC+9) | Spanje                               | 0–0 (n.v.) | Polen                                     | NACK5 Omiyastadion, Omiya Toeschouwers: 10.000 Scheidsrechter: José Roberto Wright (BRA) |
| 2 september 1979 19:00 JST (UTC+9) |                                      |            |                                           | NACK5 Omiyastadion, Omiya Toeschouwers: 10.000 Scheidsrechter: José Roberto Wright (BRA) |
| 2 september 1979 19:00 JST (UTC+9) | Strafschoppen                        |            |                                           | NACK5 Omiyastadion, Omiya Toeschouwers: 10.000 Scheidsrechter: José Roberto Wright (BRA) |
| 2 september 1979 19:00 JST (UTC+9) | Pichardo Gail Manolo Zúñiga Tendillo | 3–4        | Chojnacki Buncol Jarosz Pałasz Skrobowski | NACK5 Omiyastadion, Omiya Toeschouwers: 10.000 Scheidsrechter: José Roberto Wright (BRA) |

|                                    |                                              |     |          |                                                                                   |
| 2 september 1979 19:00 JST (UTC+9) | Argentinië                                   | 5–0 | Algerije | Nationaal Stadion, Tokio Toeschouwers: 20.000 Scheidsrechter: George Joseph (MAS) |
| 2 september 1979 19:00 JST (UTC+9) | Maradona 25' Calderón 34' Díaz 39', 51', 66' |     |          | Nationaal Stadion, Tokio Toeschouwers: 20.000 Scheidsrechter: George Joseph (MAS) |

|                                    |                                                             |            |                                                                                                |                                                                         |
| 2 september 1979 19:00 JST (UTC+9) | Paraguay                                                    | 2–2 (n.v.) | Sovjet-Unie                                                                                    | Kobestadion, Kobe Toeschouwers: 8.500 Scheidsrechter: André Daina (SUI) |
| 2 september 1979 19:00 JST (UTC+9) | Romero 7' Achucarro 22'                                     |            | Dumansky 3' Ponomaryov 70'                                                                     | Kobestadion, Kobe Toeschouwers: 8.500 Scheidsrechter: André Daina (SUI) |
| 2 september 1979 19:00 JST (UTC+9) | Strafschoppen                                               |            |                                                                                                | Kobestadion, Kobe Toeschouwers: 8.500 Scheidsrechter: André Daina (SUI) |
| 2 september 1979 19:00 JST (UTC+9) | Miño Valinotti Romero Giménez Vera Olmedo Mora García Isasi | 5–6        | Ponomaryov Polukarov Ovchinnikov Stukashov Hurynovich Mikhalevsky Khachatryan Dumanskyi Chanov | Kobestadion, Kobe Toeschouwers: 8.500 Scheidsrechter: André Daina (SUI) |

|                                    |           |            |          | |
| 2 september 1979 19:00 JST (UTC+9) | Uruguay   | 1–0 (n.v.) | Portugal | Yokohama Mitsuzawa Voetbalstadion, Yokohama Toeschouwers: 4.000 Scheidsrechter: Marcel van Langenhove (BEL) |
| 2 september 1979 19:00 JST (UTC+9) | Paz 90+4' |            |          | Yokohama Mitsuzawa Voetbalstadion, Yokohama Toeschouwers: 4.000 Scheidsrechter: Marcel van Langenhove (BEL) |

### Halve finale
|                                    |                       |     |         |                                                                                           |
| 4 september 1979 19:00 JST (UTC+9) | Argentinië            | 2–0 | Uruguay | Nationaal Stadion, Tokio Toeschouwers: 20.000 Scheidsrechter: Augusto Lamo Castillo (ESP) |
| 4 september 1979 19:00 JST (UTC+9) | Díaz 52' Maradona 74' |     |         | Nationaal Stadion, Tokio Toeschouwers: 20.000 Scheidsrechter: Augusto Lamo Castillo (ESP) |

|                                    |       |                |             |                                                                                   |
| 4 september 1979 19:00 JST (UTC+9) | Polen | 0–1            | Sovjet-Unie | Kobestadion, Kobe Toeschouwers: 5.000 Scheidsrechter: Marcel van Langenhove (BEL) |
| 4 september 1979 19:00 JST (UTC+9) |       | Ponomaryov 50' |             | Kobestadion, Kobe Toeschouwers: 5.000 Scheidsrechter: Marcel van Langenhove (BEL) |

### Troostfinale
|                                    |               |            |            |                                                                                         |
| 6 september 1979 19:00 JST (UTC+9) | Uruguay       | 1–1 (n.v.) | Polen      | Nationaal Stadion, Tokio Toeschouwers: 8.000 Scheidsrechter: Thomson Chan Tam Sun (HKG) |
| 6 september 1979 19:00 JST (UTC+9) | Paz 9'        |            | Pałasz 26' | Nationaal Stadion, Tokio Toeschouwers: 8.000 Scheidsrechter: Thomson Chan Tam Sun (HKG) |
| 6 september 1979 19:00 JST (UTC+9) | Strafschoppen |            |            | Nationaal Stadion, Tokio Toeschouwers: 8.000 Scheidsrechter: Thomson Chan Tam Sun (HKG) |
| 6 september 1979 19:00 JST (UTC+9) | 5–3           |            |            | Nationaal Stadion, Tokio Toeschouwers: 8.000 Scheidsrechter: Thomson Chan Tam Sun (HKG) |

### Finale
|                                    |                                 |     |                |                                                                                         |
| 7 september 1979 19:00 JST (UTC+9) | Argentinië                      | 3–1 | Sovjet-Unie    | Nationaal Stadion, Tokio Toeschouwers: 52.000 Scheidsrechter: José Roberto Wright (BRA) |
| 7 september 1979 19:00 JST (UTC+9) | Alves 68' Díaz 71' Maradona 76' |     | Ponomaryov 52' | Nationaal Stadion, Tokio Toeschouwers: 52.000 Scheidsrechter: José Roberto Wright (BRA) |